# عليآباد والي (مقاطعة دماوند)
عليآباد والي (بالفارسية: علی‌آباد والی) هي قرية تقع في قسم تاررود في إيران. يقدر عدد سكانها بـ 57 نسمة .